# Raksasari
Raksasari is een bestuurslaag in het regentschap Tasikmalaya van de provincie West-Java, Indonesië. Raksasari telt 3250 inwoners (volkstelling 2010).